# 抱きしめて/My Gift to You
「抱きしめて/My Gift to You」（だきしめて/マイ・ギフト・トゥ・ユー）は、日本のR&BグループであるSkoop On Somebodyが2003年5月21日にリリースした通算18枚目（Skoop On Somebodyとしては10枚目）のシングル。

## 概要
Skoop On Somebody初の両A面シングル。
本作以降、グループの略称もS.O.S.からSOSに変更され、しばらく作詞・作曲クレジットはメンバーの個人名で表記されるようになった。
初盤はレーベルゲートCD、再発盤はCD-DAにて発売された。
ミュージック・ビデオには宮本りえが出演している。
「My Gift to You」はCHEMISTRYに提供した曲のセルフカバー（→My Gift to You）。CHEMISTRY版と異なり、よりバンド感のあるアレンジとなっている。
「This New Morning」は朝日放送テレビ『おはよう朝日です』テーマソング。

## 収録曲
作曲・編曲：SOS（特記以外）
1. 抱きしめて(5:40)
  - 作詞・作曲：TAKE　編曲：松浦晃久
2. My Gift to You(6:05)
  - 作詞:小山内舞・SOS
3. This New Morning(5:27) 
  - 作詞：TAKE　作曲：KO-ICHIRO
4. 抱きしめて (Less Vocal)(5:44)